# Râul Malnaveș
Râul Malnaveș este un afluent al râului Vârghiș. 

## Hărți
- Harta județului Harghita
- Harta Munții Harghita  Arhivat în 20 iulie 2008, la Wayback Machine.